# Trias sớm
| Hệ/ Kỷ                                | Thống/ Thế | Bậc / Kỳ    | Tuổi (Ma) | Tuổi (Ma) |
| ------------------------------------- | ---------- | ----------- | --------- | --------- |
| Jura                                  | Dưới/Sớm   | Hettange    | trẻ hơn   | trẻ hơn   |
| Trias                                 | Trên/Muộn  | Rhaetia     | 201.3     | ~208.5    |
| Trias                                 | Trên/Muộn  | Noria       | ~208.5    | ~227      |
| Trias                                 | Trên/Muộn  | Carnia      | ~227      | ~237      |
| Trias                                 | Giữa       | Ladinia     | ~237      | ~242      |
| Trias                                 | Giữa       | Anisia      | ~242      | 247.2     |
| Trias                                 | Dưới/Sớm   | Olenek      | 247.2     | 251.2     |
| Trias                                 | Dưới/Sớm   | Indu        | 251.2     | 251.902   |
| Permi                                 | Lạc Bình   | Trường Hưng | già hơn   | già hơn   |
| Phân chia Kỷ Trias theo ICS năm 2020. |            |             |           |           |

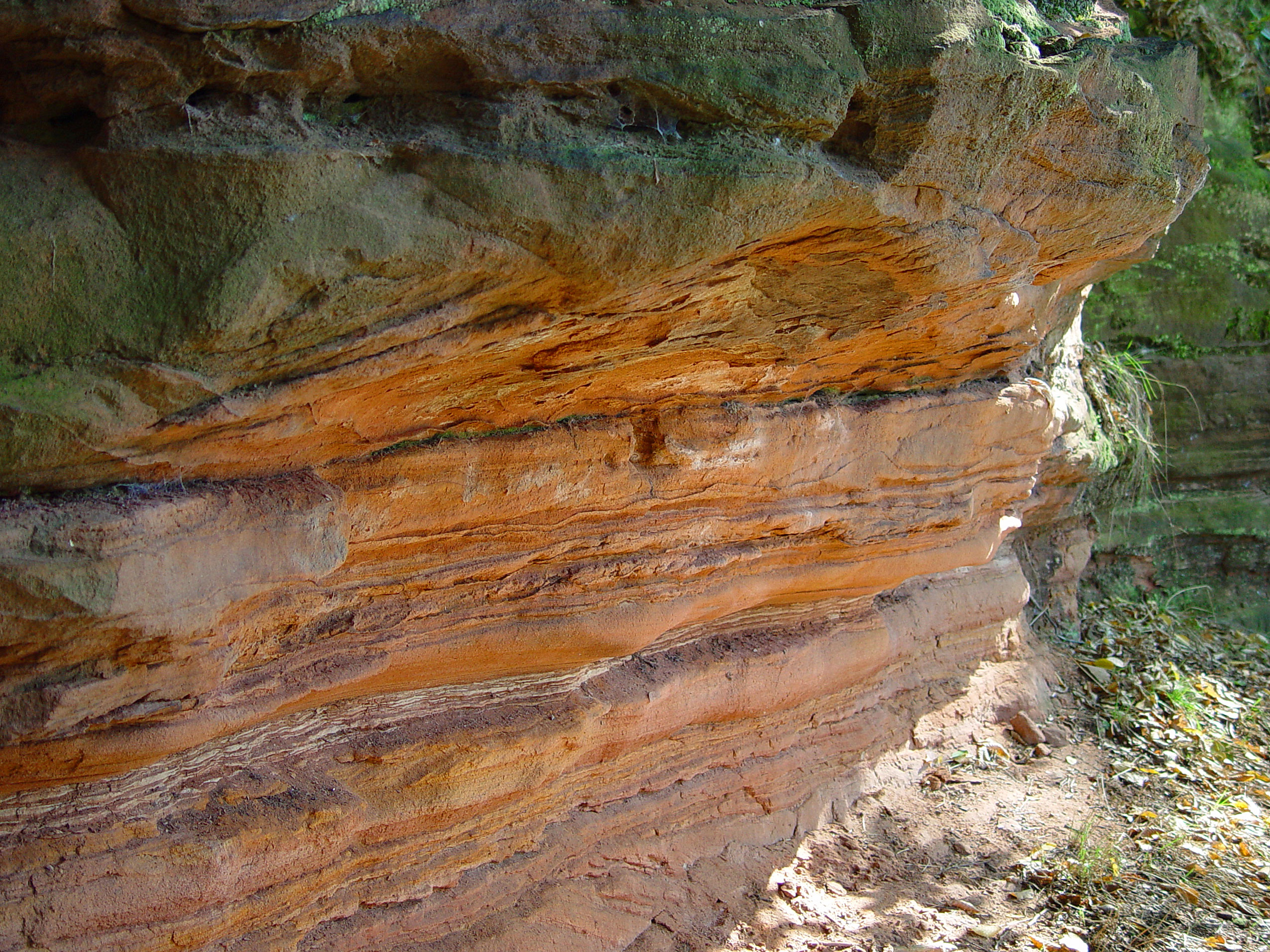
Sa thạch có tuổi Trias sớm

Trias sớm là thế đầu tiên trong 3 thế của kỷ Trias trong thang thời gian địa chất. Thời gian diễn ra thế này kéo dài từ 251 ± 0.4 Ma đến 245 ± 1.5 Ma (triệu năm trước). Tầng đá hình thành trong thế này được gọi là thống Hạ Trias trong thang phân vị địa tầng. Thế Trias sớm là thế cổ nhất trong Đại Trung Sinh và được chia thành các kỳ Induan và Olenek.
Trias sớm còn một tên gọi khác là kỳ Scythia, ngày nay tên gọi này không còn được xem là tên gọi chính thức nhưng nó vẫn được ghi trong một số tài liệu cũ. Tại châu Âu, Hạ Trias thể hiện rõ nhất ở tầng Buntsandstein, một đợn vị thạch địa tầng của trầm tích đỏ lục địa.

## Sinh vật

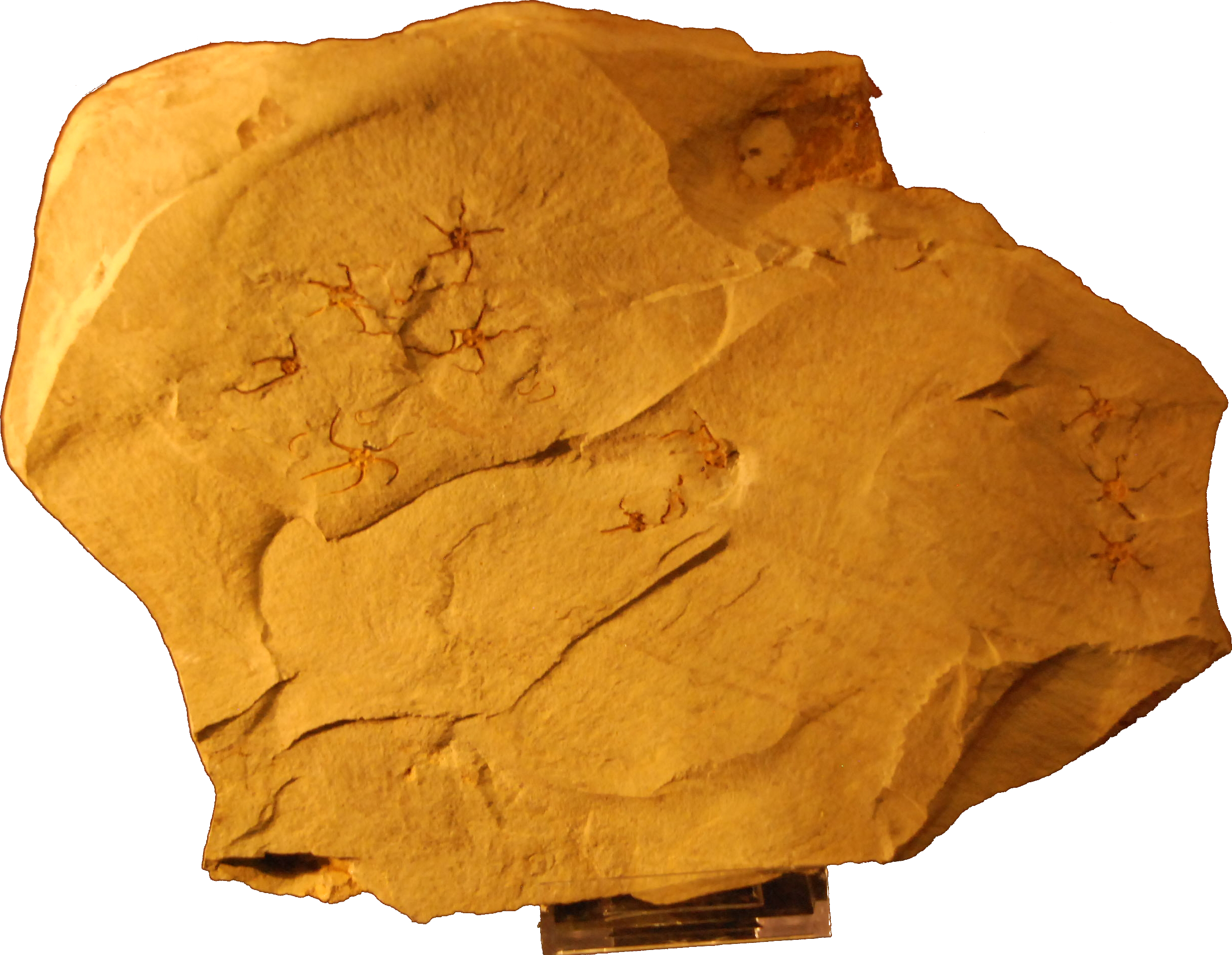
Early Triassic brittle stars (echinoderms)

Sự kiện tuyệt chủng kỷ Permi-Trias đánh dấu sự khởi đầu của kỷ Trias. Cuộc đại tuyệt chủng đã kết thúc kỉ Permi và Đại Cổ sinh được gây ra do điều kiện sống vô cùng khắc nghiệt đối với nhiều loài sinh vật. Rất nhiều loại san hô, mực, động vật thân mềm, động vật da gai và các loài động vật không xương sống khác đã biến mất hoàn toàn. Các loài động vật biển không xương sống có mai phổ biến trong Trias sớm thường là các loài thân mềm hai mảnh vỏ, Lớp chân bụng, Cúc đá, nhím biển, và một số loài thuộc lớp Cephalopoda. Trên đất liền, phổ biến là các loài ăn cỏ nhỏ thuộc chi synapsida,Lystrosaurus. 

## Sự kiện tuyệt chủng Smithian-Spathian

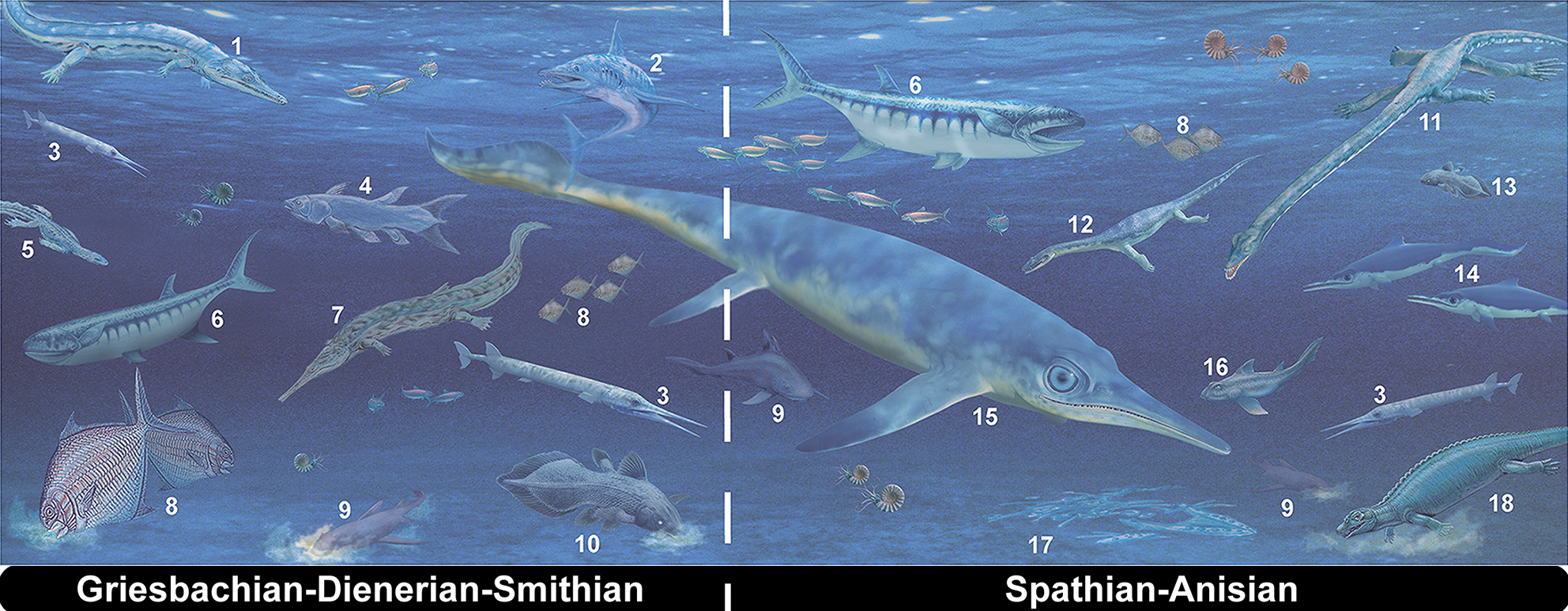
Early Triassic marine predators

Cho đến hiện nay sự tồn tại của một sự kiện tuyệt chủng vào khoảng 3 triệu năm sau khi kết thúc kỷ Permi vẫn chưa công nhận, có thể là do chỉ có một số loài bị tuyệt chủng.